# 高新大橋
| 国道8号標識 |

高新大橋（こうしんおおはし）は、富山県高岡市と同県射水市間の一級河川庄川にかかる国道8号の橋梁。名称は左岸の高岡市と右岸の新湊市（現射水市）の頭文字に由来する。

## 概要
国道8号富山高岡バイパスの片側2車線の橋であり、上流側には富山県道44号富山高岡線（旧国道8号）の高岡大橋、下流側には牧野大橋が架かっている。全長424.2 m、幅員20.5 m、車道幅員14.0 mの鋼鈑桁橋である。
左岸の下田交差点、右岸の坂東交差点は立体化されており、高岡市の江尻から射水市の坂東にかけて、約3.7kmの区間が連続高架となっている。

## 歴史
- 1968年（昭和43年）11月 - 着工[4]。
- 1971年（昭和46年）
  - 1月 - 現在の下り車線の橋が竣工[5]。
  - 4月23日 - 富山高岡バイパスの一部として開通[6]。
- 1973年（昭和48年）8月24日 - 上り線の橋が着工[7]。
- 1975年（昭和50年）11月3日 - 上り線の橋が竣工し、4車線化[7]。